# Alfred Becker (Politiker)
Alfred Becker (* 11. Januar 1930 in Hilbringen; † 1995) war ein deutscher Politiker der CDU und Landtagsabgeordneter im Saarland.

## Leben
Becker besuchte die Volksschule in Hilbringen und machte anschließend eine Lehre als Vermessungstechniker beim Katasteramt Merzig, die er 1954 mit einem Examen abschloss. Ab 1957 war er am Finanzamt Merzig in der Abteilung Bodenschätzung tätig, von 1966 bis 1970 in der Oberfinanzdirektion in Saarbrücken. Im Jahr 1970 zog er dann in den saarländischen Landtag ein, dem er bis 1990 angehörte. Daneben war er von 1964 bis 1979 Mitglied im Kreistag des Landkreises Merzig-Wadern und ab 1968 Mitglied im Gemeinderat seines Heimatortes Orscholz (1968–1973) sowie nach der Gebietsreform im Gemeinderat Mettlach (1974–1994). Er gehörte dem Landesvorstand der CDU Saar an, war Kreisorganisationsleiter und stellvertretender Kreisvorsitzender des CDU-Kreisverbandes Merzig-Wadern.
Am 7. Januar 1991 wurde Becker mit dem Saarländischen Verdienstorden ausgezeichnet.
Alfred Becker war verheiratet und hatte vier Kinder. Er starb 1995 an den Folgen eines Schlaganfalls. In Orscholz wurde 1998 eine Straße nach Becker benannt. Beckers Enkel ist der Tennisprofi Benjamin Becker, sein Neffe der deutsche Radiomoderator Tom Becker.